# 夏色のキャンバス
「夏色のキャンバス」（なついろのキャンバス）は、星村麻衣のプレデビューシングル。2002年7月24日にソニー・ミュージックアソシエイテッドレコーズから発売された。

## 概要
デビューを前にしたプレデビューシングルとして完全生産限定盤で発売。現在は生産終了となり、入手困難。その後、シングル「GET HAPPY」のC/Wとして別バージョン「夏色のキャンバス〜Slow Jam Version〜」として収録されているのみである。
2009年3月にリリースされた、初のベスト・アルバムである「PIANO&BEST」には正式のデビューシングルの「Stay With You」から「ひかり」までの収録になった為、未収録となった。2012年現在でも音源としても聞くことは困難である。同年4月29日に行われたリクエストライブにおいて、最初に歌われた。

## 収録曲
（全作詞・作曲：星村麻衣、編曲：西平彰）
1. 夏色のキャンバス [4:16]
2. Sunset [3:59]
3. us[3:59]